# Введенская улица (Санкт-Петербург)
Введе́нская у́лица — улица в Петроградском районе Санкт-Петербурга. Проходит от Большого проспекта Петроградской стороны до Кронверкского проспекта. На северо-запад продолжается Рыбацкой улицей.

## История наименования
Название идёт от Введенской церкви, построенной в 1732 году в слободе Ямбургского гарнизонного полка и снесённой в 1932 году. Первоначально называлась Большой Введенской, чтобы отличать от получивших по той же церкви название 1-й Введенской (затем Гулярной, в настоящее время названа именем Лизы Чайкиной) и 2-й Введенской (ныне Съезжинская улица). Все эти Введенские улицы были обозначены на плане столицы 1756 года.

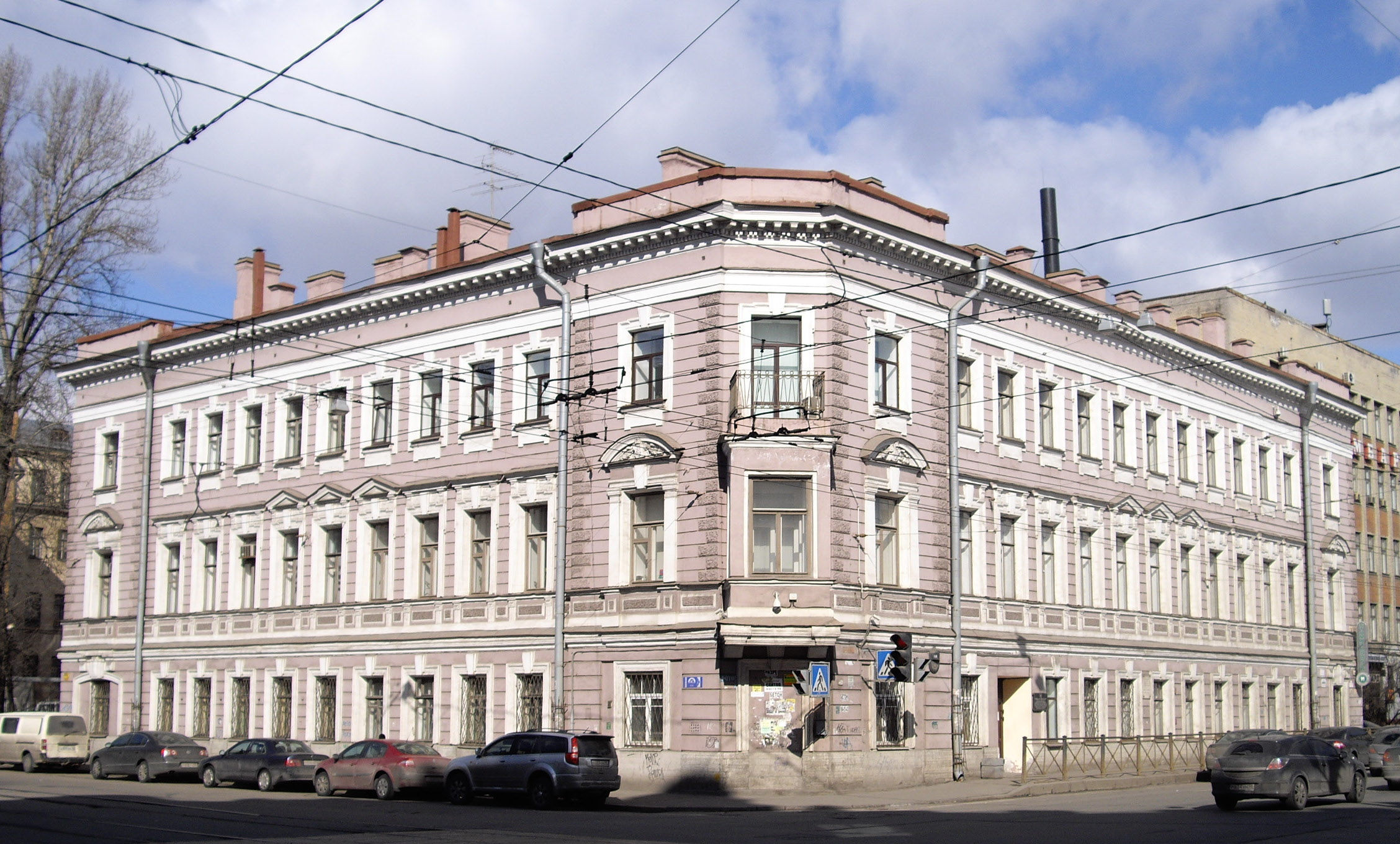
Дом на углу с Большой Пушкарской улицей

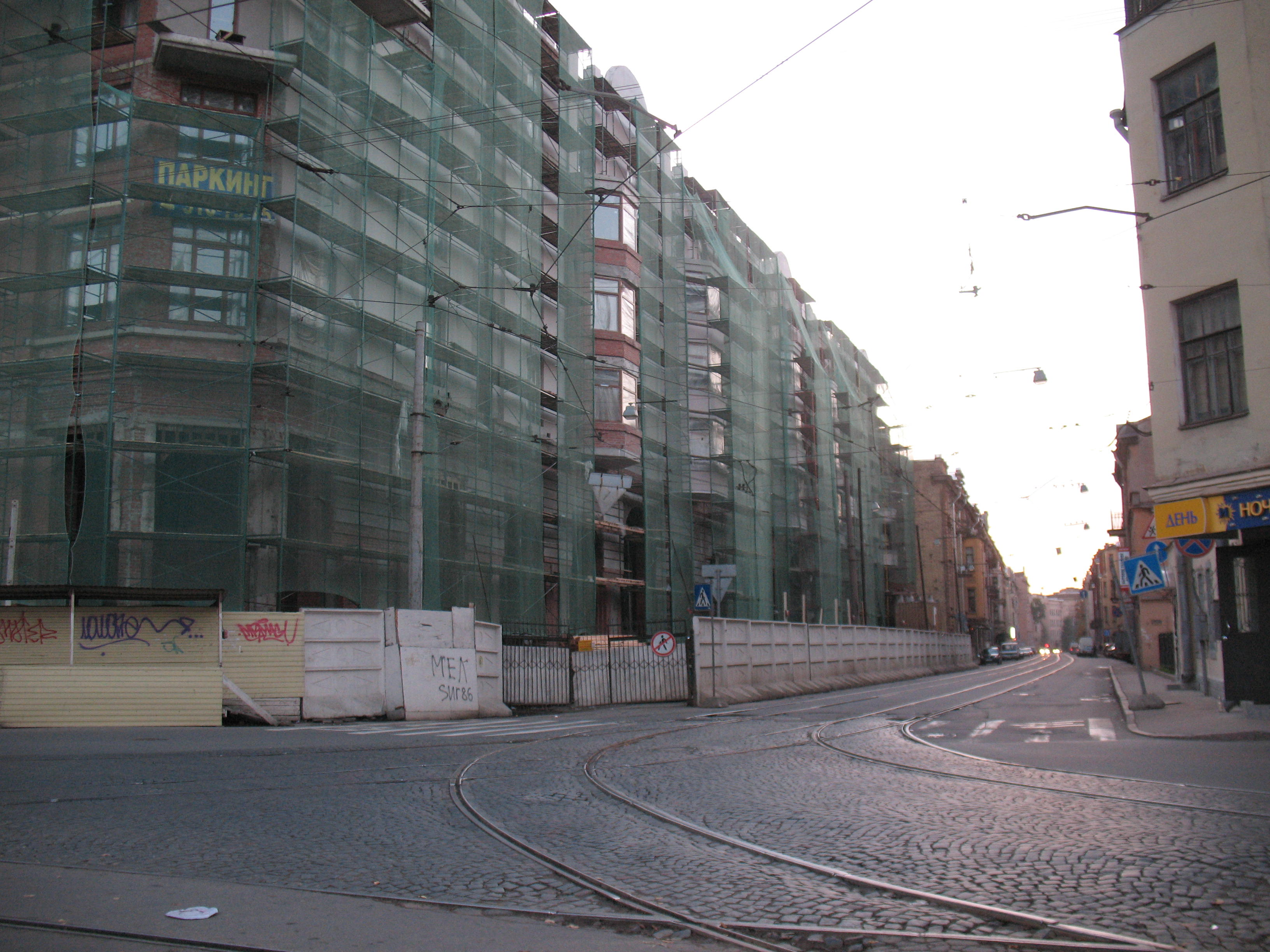
Введенская улица перед снятием трамвайных путей (вид на север, 2007)

Впоследствии эта улица называлась просто Введенской, в 1923—1944 годах — улицей Розы Люксембург; в 1944—1952 годах — вновь Введенской (после возвращения прежних названий ленинградским улицам), в 1952—1991 годах — улицей Олега Кошевого. Вторично название — Введенская улица — возвращено в 1991 году.

## Другие топонимы
Одно время существовала Введенская улица в Полюстрове, названная от Введенского женского монастыря на Пороховском шоссе (ныне шоссе Революции). От ещё одной Введенской церкви, находившейся на Загородном проспекте, в Семёновском полковом дворе, получили название Введенская площадь, Введенский канал (это название сохраняет находящаяся на месте засыпанного канала улица). Существовал также Введенский мост через бывший канал по оси Загородного проспекта (он сохранял своё название и после переименования площади и канала в Витебскую площадь и Витебский канал вплоть до засыпки канала).

## Достопримечательности и городские объекты

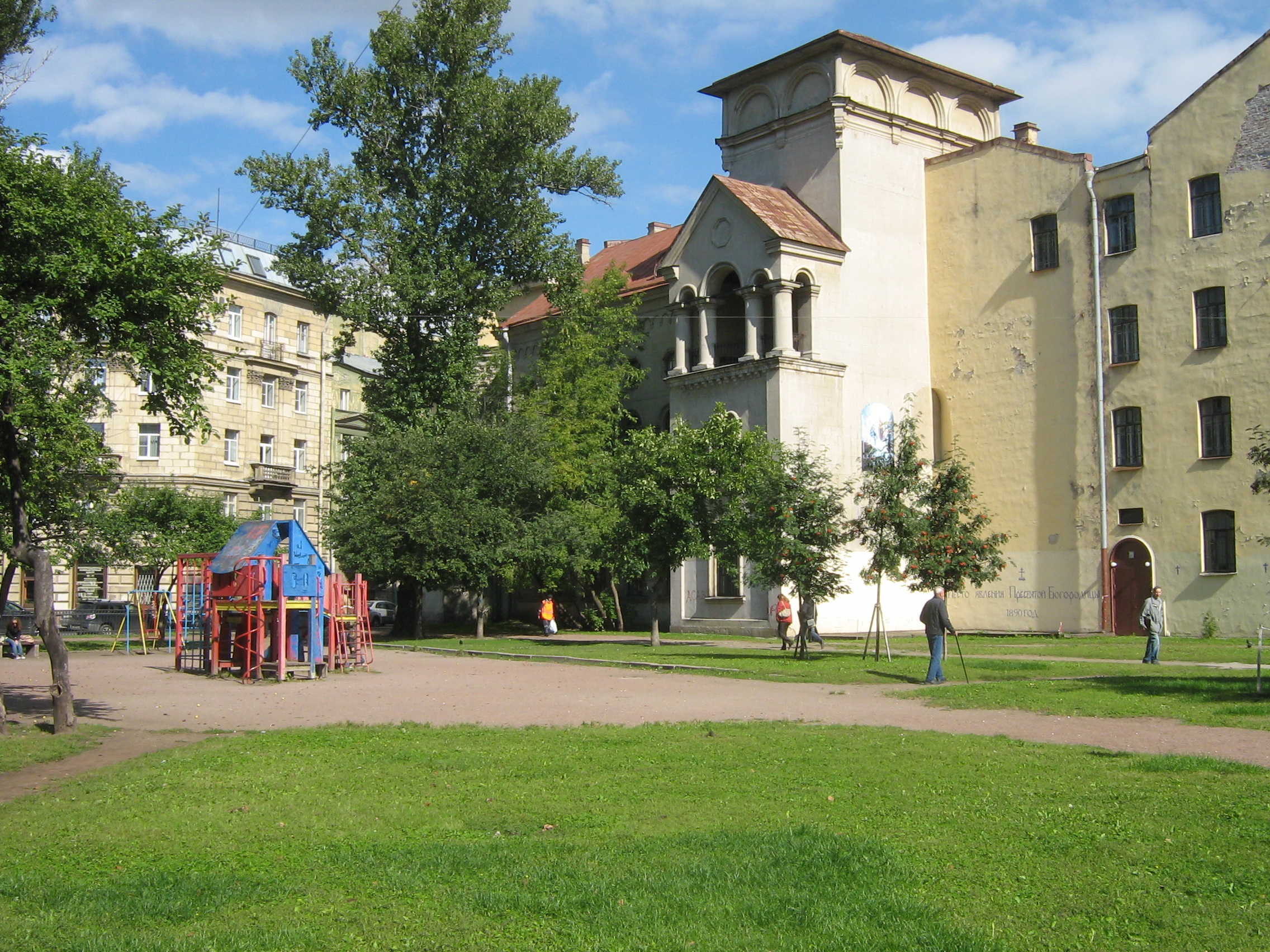
Пушкарский сад

- Дом № 4 / Большая Пушкарская улица, дом 18 — угловой трёхэтажный доходный дом, построен в 1879—1880 годах в стиле эклектики по проекту Л. Ф. Шперера для потомственного почётного гражданина И. А. Аверина. Фасад оформлен рустовкой и наличниками окон. С осени 1889 по 1918 год в этом доме жил физиолог И. П. Павлов: до 1892 года на третьем этаже, а затем в более просторной (7-комнатной) квартире № 21 на втором этаже. В 1920-е годы в этом здании разместились медицинские учреждения. В 1949 году были установлены мемориальные доски на фасаде и в поликлинике — бывшей квартире Павлова. Квартира подверглась перепланировке при комплексном капитальном ремонте (1977—1980). Дом является памятником истории регионального значения.
- На участке, ограниченном Введенской улицей, Большой Пушкарской улицей и улицей Воскова (бывшей Большой Белозерской), находится Пушкарский (Введенский) сад, на месте которого прежде располагалась Введенская церковь.
- Дом № 5 / Большая Пушкарская улица, дом 13 — шестиэтажный жилой дом начала XX века, архитектор Михаил Дубинский. На последнем этаже находился витраж в стиле модерн с пейзажем с восходом солнца в овальном картуше. В ноябре 2017 года Жилкомсервис № 2, отвечающий за эксплуатацию дома, демонтировал витраж и заменил его на обычные пластиковые окна[1].
- Дом № 7 — доходный дом Е. П. Михайлова, в котором в 1915—1927 годах жил художник Борис Кустодиев.  ОКН № 7831415000№ 7831415000
- Дом № 10 — доходный дом, построенный в 1904—1905 годах по проекту архитектора В. А. Рейса в стиле модерн для полковника К. З. Михеева, с 1906 года принадлежал жене титулярного советника Ольге Константиновне Петрусевич[2], а в 1917 году — князю Д. Н. Святополк-Мирскому[3].
- Дом № 10a — Петроградский районный узел почтовой связи, 198-е почтовое отделение[4]. До 1905 года этот участок был составной частью участка 10, принадлежавшего Александру Фаддеевичу Евментьеву, владельцу кирпичного завода и подрядчику строительных работ[5]. Современное здание построено в 1970-х годах по проекту архитектора Э. Андрашникова и инженера В. Экилояна (строительство началось в 1972 году)[6].
- Дом № 14 — доходный дом, арх. Крыжановский Д. А., 1912[7].
- Дом № 17 — дом старосты Введенской церкви Петра Николаевича Парусова, построен в 1901—1902 по проекту Павла Мульханова[8][9].
- Дом № 19 (Лизы Чайкиной ул., 24) — доходный дом П. Н. Парусова, техн. Мульханов П. М., 1903—1904[10].
- Дом № 21 / Кронверкский проспект, 57 — жилой комплекс «Дипломат», 2008, современный ретроспективизм.
- Дом № 24 / Кронверкский проспект, 55 — жилой дом, построен по проекту П. О. Осипова в 1889 году, надстроен по проекту С. В. Баниге в 1900 году.

## Пересечения
- Большой проспект Петроградской стороны
- Большая Пушкарская улица
- улица Воскова
- улица Благоева
- Кронверкский проспект